# Trzy siostry

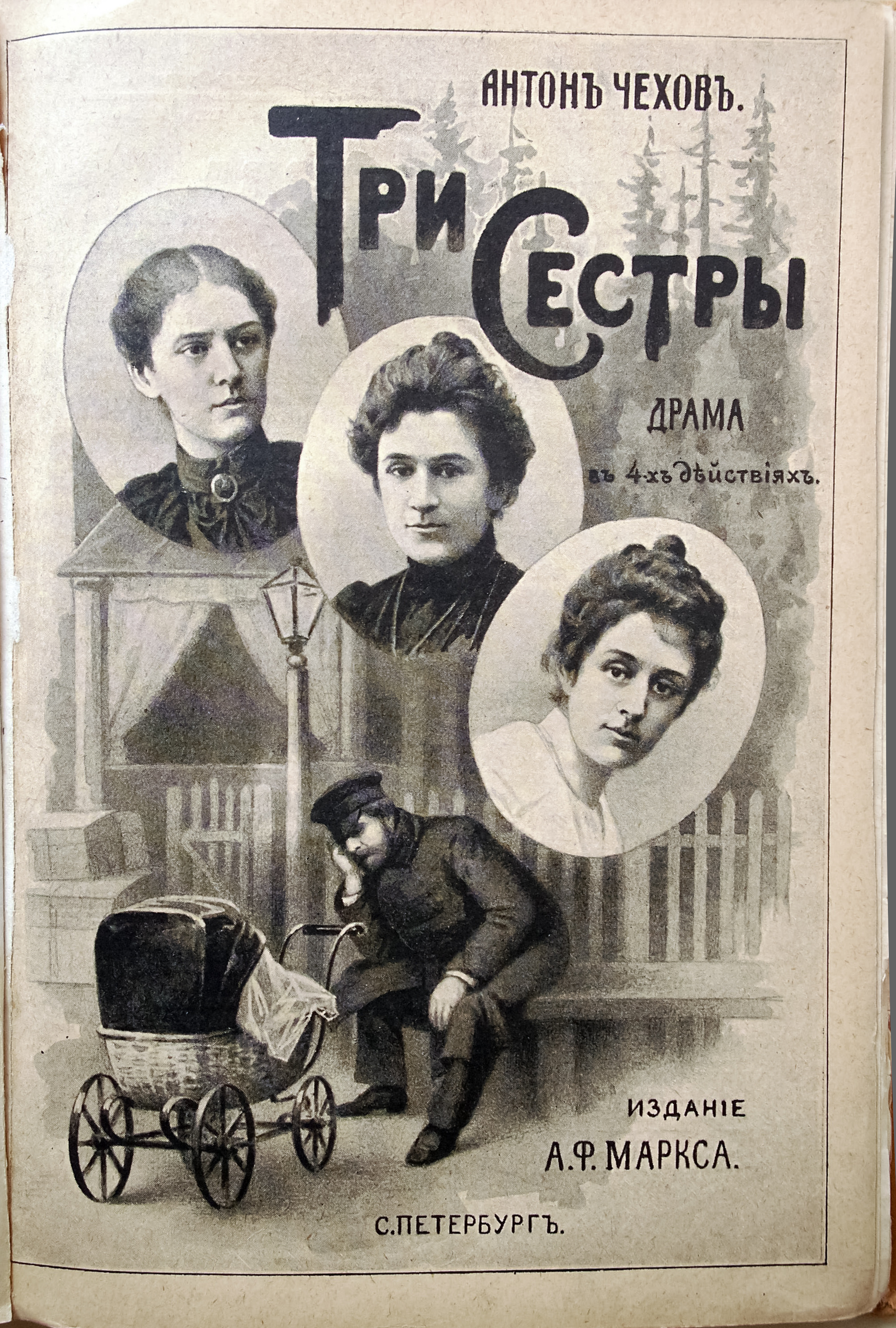
Okładka pierwszego wydania z 1901 roku

Trzy siostry (ros. Три сестры) – dramat Antona Czechowa. Jego prapremiera odbyła się 31 stycznia 1901 r. w Moskwie.

## Treść
Irina, Masza, Olga i ich brat Andriej żyją od 11 lat w prowincjonalnym mieście gubernialnym znacznie oddalonym od Moskwy, z której pochodzą i do której pragną powrócić. Zostali tu zesłani z powodu ojca, generała brygady. Ale ojciec już nie żyje. Andriej poprzez swoją karierę akademicką mógłby umożliwić rodzinie rozpoczęcie nowego życia w Moskwie. Poślubia on jednak kobietę z tutejszej społeczności, Natalię Iwanownę, uzależnia się od hazardu i traci w ten sposób spadek. 
Olga, najstarsza siostra (l. 28), jako jedyna pracuje. Jest nauczycielką, ale nie odczuwa satysfakcji; porzuciła nadzieję na sensowne małżeństwo. Mimo to jest pomocna i serdeczna.
Masza, średnia siostra (l. 24), elegancka, rozkapryszona młoda kobieta, marzy o wielkiej, romantycznej miłości. W wieku 18 lat poślubiła Fiodora Ilijicza Kułygina, którego uważała za inteligentnego mężczyznę. Okazał się jednak głupcem i gadatliwym przemądrzalcem. Jej romans z podpułkownikiem Wierszyninem kończy się nieszczęśliwie – regiment opuszcza miasto. 
Irina, najmłodsza siostra (l. 20), marzy o znalezieniu wielkiej miłości w Moskwie. Młody baron Tuzenbach i kapitan Solony zakochują się w niej. Irina przyjmuje oświadczyny Tuzenbacha, jednak na dzień przed ślubem zostaje on zabity w pojedynku przez Solonego. 
Po wyjeździe Wierszynina i śmierci Tuzenbacha zrezygnowana Olga pociesza siostry.

## Czechowowska decentralizacja
Formalnie można rozróżnić następujące aspekty: brak głównego wątku, zamiast tego szereg wątków pobocznych. Przy tym występują różni główni bohaterowie (tytułowe trzy siostry; do tego Andriej, Tuzenbach, Wierszynin). Dialogi w tej sztuce prowadzą donikąd: typowa sytuacja dialogowa składa się z większej ilości partii monologów, które się nawzajem przecinają. Również zagospodarowanie przestrzeni jest niezwykłe: akcja wypełnia ją całą. Zamiast punktu zbiegu występują „wyspy akcji”, na przykład miejsce za kulisami albo umiejscowienie Maszy w pokoju.

## Dramaturgia i struktura dramatu
Do dramaturgii i struktury dramatu można zaliczyć następujące punkty widzenia: nie ma żadnych punktów kulminacyjnych, fabuły w arystotelesowskim sensie, która mogłaby budować napięcie, a więc żadnych nagłych zwrotów akcji. Ramy czasowe wydają się rozciągać; ogólnie wydają się liczyć ponad 3 lata. Element czasu nie ma za zadanie budowania napięcia, jest sam w sobie tematem sztuki. 
Postaci wydają się niezdolne do życia we współczesnym im świecie. Wspomnienie lepszego świata w oddalonej Moskwie opanowuje ich myśli i uczucia. Ich wszystkie dążenia skupiają się na tym starym świecie. Wierszynin sprowadza to, filozofując, do punktu: „Myślę często: Co by było, gdyby można było życie zacząć od nowa, do tego z pełną świadomością? Gdyby to życie, już przeżyte, było brulionem, jak się mówi: „Na brudno”, a to drugie: na czysto! Wtedy każdy z nas, myślę, starałby się przede wszystkim się nie powtarzać, stworzyłby sobie przynajmniej inne otoczenie…”.
Śmierć pojawia się na początku i na końcu sztuki: na początku Olga wspomina śmierć ojca, na końcu umiera Tuzenbach. W obu przypadkach pojawia się orkiestra wojskowa.